# Championnats du monde Xterra 2019
Navigation
Édition précédente Édition suivante
Les championnats du monde Xterra 2019, organisé par la Team Unlimited depuis 1986, se déroule le 27 octobre à Kapalua dans l'État d'Hawaï. Les triathlètes qualifiés, professionnels ou amateurs s'affrontent lors d'une épreuve sur distance M, comprenant 1500 mètres de natation, 30 km de vélo tout terrain (VTT) et 10 km de course à pied hors route.

## Résultats
Les tableaux présentent les « Top 10 » hommes et femmes des championnats du monde.
| Position           | Triathlète       | Pays             | Temps           |
| ------------------ | ---------------- | ---------------- | --------------- |
| Médaille d'or      | Bradley Weiss    | Afrique du Sud   | 2 h 33 min 40 s |
| Médaille d'argent  | Arthur Serrières | France           | 2 h 34 min 55 s |
| Médaille de bronze | Rubén Ruzafa     | Espagne          | 2 h 35 min 24 s |
| 4                  | Sam Osborne      | Nouvelle-Zélande | 2 h 37 min 3 s  |
| 5                  | Cédric Fleureton | France           | 2 h 37 min 26 s |
| 6                  | Josiah Middaugh  | États-Unis       | 2 h 40 min 37 s |
| 7                  | Karel Dušek      | Tchéquie         | 2 h 42 min 38 s |
| 7                  | Karsten Madsen   | Canada           | 2 h 43 min 40 s |
| 9                  | Maxim Chané      | France           | 2 h 43 min 56 s |
| 10                 | Karel Zadák      | Tchéquie         | 2 h 44 min 4 s  |

| Position           | Triathlète         | Pays             | Temps           |
| ------------------ | ------------------ | ---------------- | --------------- |
| Médaille d'or      | Flora Duffy        | Bermudes         | 2 h 49 min 24 s |
| Médaille d'argent  | Lesley Paterson    | Écosse           | 3 h 3 min 36 s  |
| Médaille de bronze | Héléna Erbenová    | Tchéquie         | 3 h 4 min 38 s  |
| 4                  | Morgane Riou       | France           | 3 h 5 min 23 s  |
| 5                  | Elizabeth Orchard  | Nouvelle-Zélande | 3 h 5 min 33 s  |
| 6                  | Suzanne Snyder     | États-Unis       | 3 h 6 min 1 s   |
| 7                  | Alizée Patiès      | France           | 3 h 10 min 56 s |
| 8                  | Penny Slater       | Australie        | 3 h 11 min 54 s |
| 9                  | Jindřiška Zemanová | Tchéquie         | 3 h 15 min 21 s |
| 10                 | Samantha Kingsford | Nouvelle-Zélande | 3 h 15 min 47 s |